# William Earl Rowe
Pour les articles homonymes, voir William Rowe et Rowe.
William Earl Rowe (13 mai 1894-9 février 1984) est un homme politique canadien de l'Ontario. Il est député fédéral conservateur et progressiste-conservateur de la circonscription ontarienne de Dufferin-Simcoe de 1925 à 1963. Il est ministre dans le cabinet du premier ministre Richard Bedford Bennett.
Il est également député provincial conservateur de la circonscription ontarienne de Simcoe-Sud (en) de 1923 à 1926. Il occupe également la fonction de 20e Lieutenant-gouverneur de l'Ontario de 1963 à 1968é

## Biographie
Né à Hull dans l'Iowa de parents canadiens, Rowe déménage en Ontario avec sa famille à un jeune âge. Il entame une carrière publique en servant comme préfet du canton de West Gwillimbury de 1919 à 1923.
Élu sur la scène provinciale en 1923, il entame une carrière publique fédérale dès 1925. Il est ministre sans portefeuille en 1935.
En 1936, il remplace George Stewart Henry au poste de chef du Parti progressiste-conservateur de l'Ontario. N'ayant pas de siège à l'Assemblée législative, Henry demeure chef de l'opposition officielle. Il est remplacé par George Drew en 1938.
Alors que la cause de la défense du travail est associée au syndicalisme du Congrès des organisations industrielles (COI) et au communisme, le gouvernement libéral Mitchell Hepburn s'insurge contre les tentatives du COI de syndicaliser les employés de General Motors. À la différence de Hepburn, Rowe ne dénonce pas le COI et considère que la question n'en est pas une de loi et d'ordre, mais plutôt de droit de libre-association. Les Conservateurs étaient alors associés à la Ligue Orange qui avait des positions pro-travailleurs. Drew étant insatisfait du positionnement de Rowe décide de quitter le parti pour siéger comme conservateur indépendant.
Échouant à se faire élire lors de l'élection ontarienne de 1937, il parvient à être réélu lors de l'élection partielle visant à combler son poste vacant au fédéral en novembre 1937. Quittant la direction conservatrice provinciale, il est remplacé par Drew.
Servant sur la scène fédérale jusqu'en 1962, il remplace de façon intérimaire le chef conservateur fédéral, alors Drew, de 1954 à 1955 et en 1956 lors de problèmes de santé de Drew. Les Progressistes-conservateurs formant le opposition officielle, il en est alors le chef.
De 1955 à 1963, il est le doyen de la Chambre des communes du Canada. 

## Fin de vie
Lieutenant-gouverneur de l'Ontario de 1963 à 1968, il continue de supporter les affaires rurales, l'agriculture et en particulier l'élevage de chevaux. 
Sa fille, Jean Casselman Wadds, est députée fédérale de Grenville—Dundas et haute-commissaire du Canada au Royaume-Uni. Son gendre et conjoint de Jean, Arza Clair Casselman est également député fédéral Grenville—Dundas.